# پنتی لاممیو
پنتی لاممیو (انگلیسی: Pentti Lammio؛ ۲۴ اکتبر ۱۹۱۹ – ۲۵ ژوئیهٔ ۱۹۹۹) اسکیت‌باز سرعت اهل فنلاند بود.